# Червоноивановский сельский совет
Червоноивановский сельский совет (укр. Червоноіванівська сільська рада) — входит в состав
Криничанского района
Днепропетровской области
Украины.
Административный центр сельского совета находится в 
с. Червоноивановка.

## Населённые пункты совета
- с. Червоноивановка
- с. Козодуб
- с. Коробчино